# يوخن شومان

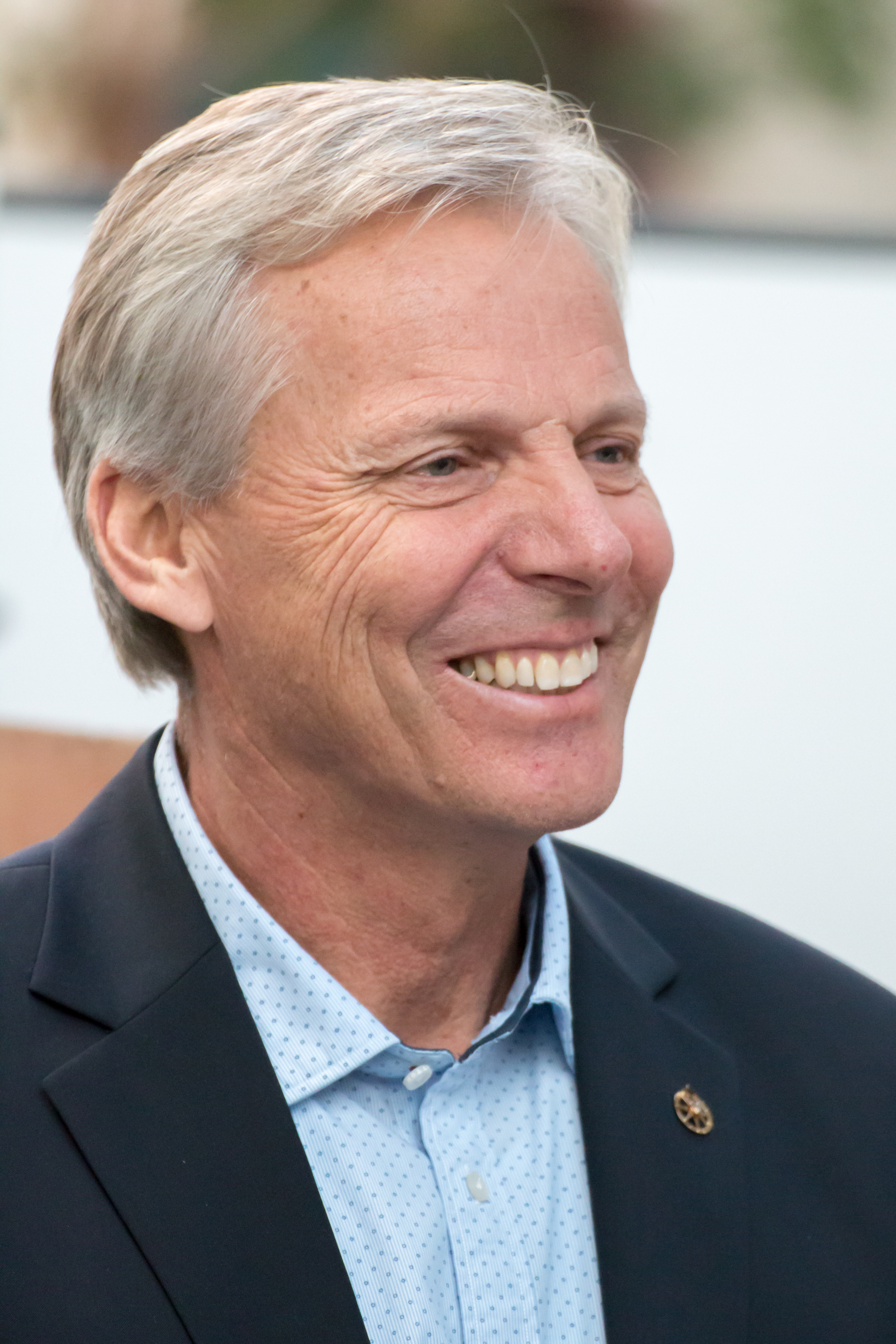
يوخن شومان في 2014.

يوخن شومان (Jochen Schümann) هو لاعب أولمبي لرياضة سباق القوارب الشراعية من ألمانيا. شارك في الأولمبياد الصيفي في 1976–2000، وفاز بما مجموعه 4 ميداليات.

## الميداليات
| ذهب | فضة | برونز | المجموع |
| 3   | 1   | 0     | 4       |

## روابط خارجية
- يوخن شومان على موقع الاتحاد الدولي للملاحة الشراعية (موقع جديد) (الإنجليزية)
- يوخن شومان على موقع الاتحاد الدولي للملاحة الشراعية (موقع جديد) (الإنجليزية)
- يوخن شومان على موقع الاتحاد الدولي للملاحة الشراعية (موقع قديم) (الإنجليزية)
- يوخن شومان على موقع الاتحاد الدولي للملاحة الشراعية (موقع قديم) (الإنجليزية)
- يوخن شومان على موقع اللجنة الأولمبية الدولية (الإنجليزية)
- يوخن شومان على موقع أوليمبيديا (الإنجليزية)